# Einar Kungsmåg
Einar Kungsmåg var en norsk hövding, tillhörande birkebeinarnas parti. Han var gift med kung Sverre Sigurdssons dotter Cecilia, och var en av kungens mest betrodda män. 1205 mördades han av baglerna.